# Pastel de hojaldre
Los pasteles de hojaldre, en Ecuador conocidos solo como pastel, son un bocado de sal extensamente consumidos en Guayaquil como comida callejera.

## Descripción
Se elaboran a base de hojaldre. Normalmente para su relleno se utiliza chorizo, pollo o carne molida, aunque suele existir también rellenos de camarón.
Se suele servir con zumo de limón y ensalada de vegetales con aguacate, y acompañado de bebidas cítricas o gaseosas.